# Espíritosantomanakin
Espíritosantomanakin (Neopelma aurifrons) är en fågel i familjen manakiner inom ordningen tättingar.

## Utseende och läte
Espíritosantomanakinen är en 13 cm lång färglöst grönaktig fågel. Den är olivgrå på ansikte och strupe, övergående i olivgrönt på bröstet och citrongult på buk och undergump. På hjässan och nacken är den skiffergrå, kontrasterande mot ljust olivgrönt på ovansidan. Ibland syns dock gult på hjässans mitt. Vingar och stjärt är sotfärgade med ljusare olivgröna kanter. Ögat är ljust. Liknande serradomarmanakinen har längre stjärt, kortare näbb och alltid tydligt gult på hjässan. Lätet består av en enkel fyrstavigt fras som upprepas regelbundet, "kiú kí-chru-chrrí".

## Utbredning och systematik
Fågeln förekommer i kustnära sydöstra Brasilien (södra Bahia, Espírito Santo och Minas Gerais). Den behandlas som monotypisk, det vill säga att den inte delas in i några underarter.

## Status och hot
Espíritosantomanakin har en litet utbredningsområde och tros minska i antal. Internationella naturvårdsunionen IUCN kategoriserar den som nära hotad (NT).

## Namn
Fågeln kallades tidigare wiedmanakin eller Wieds manakin, efter Maximilian zu Wied-Neuwied, tysk upptäcktsresande, etnolog, zoolog och naturhistoriker som beskrev arten taxonomiskt 1831. Den tilldelades 2023 ett mer informativt namn av BirdLife Sveriges taxonomikommitté.